# Chorisoneura diaphana
Chorisoneura diaphana es una especie de cucaracha del género Chorisoneura, familia Ectobiidae. Fue descrita científicamente por Princis en 1965.
Habita en México.